# Ruder-Europameisterschaften 1902
Die 10. Ruder-Europameisterschaften wurden im August 1902 auf dem Rhein zwischen Straßburg und Kehl ausgetragen. Beide Städte waren damals Teil des Deutschen Kaiserreichs. Wie bereits im Vorjahr wurden Medaillen in fünf Bootsklassen vergeben.

## Ergebnisse
| Bootsklasse           | Gold | Silber                                                                                                | Bronze |
| --------------------- | --- | --- | --- |
| Einer                 | Luigi Gerli | Theodore Conrades                                                                                     | G. Bornet                                                                                                 |
| Doppelzweier          | Belgien Daniël Clarembaux Georges Licot | Frankreich Robert d’Heilly O. Bouttemy                                                                | Deutsches Reich G. Bornet Charles Hahn                                                                    |
| Zweier mit Steuermann | Belgien Marcel Van Crombrugge Oscar Dessomville Alfred van Landeghem (Steuermann)                                                                                                  | Deutsches Reich                                                                                       | Frankreich                                                                                                |
| Vierer mit Steuermann | Frankreich G. Tollier L. Henry A. Henry L. Beauchamp Belfort (Steuermann) | Italien Paolo Diana Giuseppe Nacci Gaetano Caccavallo Vittorio Narducci Clementino Sbisà (Steuermann) | Belgien Marcel Van Crombrugge Oscar Dessomville Prosper Bruggeman Gaston Goetgeluck unbekannt(Steuermann) |
| Achter                | Belgien Marcel Van Crombrugge Oscar Dessomville Prosper Bruggeman Gaston Goetgeluck Georges Demeester Oscar Taelman Albert Verdonck Eugène Picha Alfred van Landeghem (Steuermann) | Frankreich                                                                                            | unklar, ob noch weitere Boote teilnahmen                                                                  |

## Medaillenspiegel
| Platz  | Land            | Gold | Silber | Bronze | Gesamt |
| ------ | --------------- | ---- | ------ | ------ | ------ |
| 1      | Belgien         | 3    | 1      | 1      | 5      |
| 2      | Frankreich      | 1    | 2      | 1      | 4      |
| 3      | Italien         | 1    | 1      | –      | 2      |
| 4      | Deutsches Reich | –    | 1      | 2      | 3      |
| Gesamt | Gesamt          | 5    | 5      | 4      | 14     |